# Bonifaci VI de Castellana
Bonifaci VI de Castellana o Castelhana (fl. 1244–1265) è stato un trovatore e cavaliere medievale francese, uno degli ultimi grandi signori indipendenti provenzali prima dell'inizio (1246) del regno di Carlo I d'Angiò.

## Biografia
Viene per la prima volta menzionato nel 1244 e succede a suo padre come signore di Castellana il 13 giugno del 1249. Era un ghibellino bellicoso. 
La carriera politica turbolenta di Bonifaci può essere tracciata attraverso i suoi tre sirventes sopravvissuti (poesie liriche in lingua occitana in merito a temi politici), ognuno dei quali scritto secondo una diversa prospettiva nel suo conflitto con Carlo d'Angiò. Nella seconda metà del 1252 scrive Era, pueis yverns es e.l fil, un attacco rivolto contro il clero (il papato sostenuto da Carlo), Enrico III d'Inghilterra (imparentato con Carlo tramite una politica di matrimoni) e anche contro Giacomo I d'Aragona (dato che non vendica l'uccisione di suo padre Pietro II a Muret). 
Il patto tra Carlo e diverse città del Piemonte nel 1260 provoca un'altra violenta poesia nello stile di Bertran de Born, Gerra e trebailh e brega.m plaz. Nel 1262 Bonifaci e il suo principale nobile alleato, Hug del Baus, capeggia una rivolta nella città di Marsiglia contro il governo di Carlo. Di rimando, Carlo distrugge Castellana costringendo Bonifaci all'esilio. Si rifugia alla corte di Giacomo I a Montpellier. Qui scrive Sitot no m'es fort gaya la sazos, identica nello schema metrico alla Humils e francs e fis soplei ves vos di Pons de Capduelh. Da Montpellier egli dunque continua a spostarsi in Spagna, dove nel febbraio del 1265 lo troviamo a Huesca, alla corte dell'infante Pietro il Grande, a organizzare  un'alleanza contro Carlo. A luglio si trova Valencia ma, dopo quest'ultimo riferimento, scompare dalle fonti e, probabilmente, morirà di lì a poco.